# Mallapura, Arsikere
Mallapura là một làng thuộc tehsil Arsikere, huyện Hassan, bang Karnataka, Ấn Độ.